# Campeonato Mundial de Biatlón de 1975
El XIV Campeonato Mundial de Biatlón se celebró en la localidad alpina de Anterselva (Italia) entre el 14 y el 16 de febrero de 1975 bajo la organización de la Unión Internacional de Biatlón (IBU) y la Federación Italiana de Deportes de Invierno. 

## Resultados

### Masculino
| Evento                     | Oro                                                                                    | Plata                                                                               | Bronce                                                                               |
| -------------------------- | -------------------------------------------------------------------------------------- | ----------------------------------------------------------------------------------- | ------------------------------------------------------------------------------------ |
| 10 km velocidad (15.02)    | Nikolai Kruglov URSS 35:27,7                                                           | Alexandr Yelizarov URSS 35:56,2                                                     | Klaus Siebert RDA 36:27,4                                                            |
| 20 km individual (14.02)   | Heikki Ikola · Finlandia · 1:13:52,3                                                   | Nikolai Kruglov URSS 1:14:31,3                                                      | Esko Saira · Finlandia · 1:15:08,8                                                   |
| Relevos 4 × 7,5 km (16.02) | Finlandia · Henrik Flöjt · Simo Halonen · Juhani Suutarinen · Heikki Ikola · 1:55:10,6 | URSS Alexandr Tijonov Alexandr Yelizarov Alexandr Ushakov Nikolai Kruglov 1:55:32,2 | Polonia · Jan Szpunar · Andrzej Rapacz · Ludwik Zięba · Wojciech Truchan · 1:57:12,2 |

## Medallero
| Núm. | País      | Oro | Plata | Bronce | Total |
| ---- | --------- | --- | ----- | ------ | ----- |
| 1    | Finlandia | 2   | 0     | 1      | 3     |
| 2    | URSS      | 1   | 3     | 0      | 4     |
| 3    | RDA       | 0   | 0     | 1      | 1     |
| 3    | Polonia   | 0   | 0     | 1      | 1     |
|      | TOTAL     | 3   | 3     | 3      | 9     |